# Maranatha FC
El Maranatha F.C. es un equipo de fútbol de Togo que compite en el Campeonato nacional de Togo, la categoría mayor de fútbol en el país.

## Historia
Fue fundado en el año 1997 la ciudad de Fiokpo, y su nombre se debe a que el término Maranatha en hebreo significa «El Señor viene».
Han sido campeones de liga en dos ocasiones y han ganado la copa nacional en una ocasión en 2003.

## Palmarés
- Campeonato nacional de Togo (2): 2006, 2009
- Copa de Togo (1): 2003.

## Participación en competiciones de la CAF
| Temporada | Torneo                       | Ronda      | Club              | Casa | Visita | Global      |
| --------- | ---------------------------- | ---------- | ----------------- | ---- | ------ | ----------- |
| 2002      | Copa CAF                     | 1          | Alkali Nassara    | 3-0  | 3-1    | 6-1         |
| 2002      | Copa CAF                     | 2          | Djoliba AC        | 2-1  | 0-1    | 2-2 (a)     |
| 2003      | Copa CAF                     | 1          | Cotonsport Garoua | 0-0  | 0-0    | 0-0 (4-5 p) |
| 2007      | Liga de Campeones de la CAF  | Preliminar | ASC Diaraf        | 2-0  | 0-1    | 2-1         |
| 2007      | Liga de Campeones de la CAF  | 1          | APR FC            | 2-01 | 0-2    | 2-2         |
| 2007      | Liga de Campeones de la CAF  | 2          | ES Sahel          | 0-0  | 0-3    | 0-3         |
| 2007      | Copa Confederación de la CAF | 3          | Dolphins          | 1-2  | 0-2    | 1-4         |
| 2019/20   | Copa Confederación de la CAF | Preliminar | LISCR             | 3-0  | 0-0    | 3-0         |
| 2019/20   | Copa Confederación de la CAF | 1          | Djoliba AC        | 1-2  | 1-1    | 2-3         |

1- El juego fue abandonado en el minuto 82 cuando Maranatha FC ganaba 2-0 luego de que el APR FC abandonara protestando un penal en contra; APR FC fue expulsado de la competición y vetado por la CAF en todas sus competiciones por 3 años.